# Carlos Granados Pérez
Carlos Granados Pérez (Melilla, 1944) és jutge magistrat espanyol.

## Biografia
Llicenciat en Dret, va ingressar en la carrera judicial en 1972. Amb una llarga trajectòria en la magistratura, va ser Fiscal General de l'Estat en l'etapa de Juan Alberto Belloch com a ministre d'Interior i Justícia en substitució de Eligio Hernández. Va contribuir a fundar el 1984 la moderada associació judicial Francisco de Vitòria (FV). Ha defensat crear una policia judicial que depengui només dels jutges. En 1992 va ser designat magistrat del Tribunal Suprem. Per a les eleccions al Parlament Europeu de 2014, celebrades el 25 de maig de 2014, va ser president de la Junta Electoral Central.

## Obres
- Jurisprudencia del Tribunal Supremo sobre el delito de tráfico de drogas, La Ley, 2007. ISBN 978-84-9725735-0.
- El Ministerio Fiscal y sus relaciones con los demás poderes del estado, Oviedo, Junta General del Principado de Asturias, 1996. ISBN 84-86804-28-0.
- Criminalidad organizada, Consejo General del Poder Judicial.